# Eirene kambara
Eirene kambara är en nässeldjursart som beskrevs av Agassiz och Mayer 1899. Eirene kambara ingår i släktet Eirene och familjen Eirenidae. Inga underarter finns listade i Catalogue of Life.